# Philipp Alegambe
Philipp Alegambe (* 22. Januar 1592 in Brüssel; † 6. September 1652 in Rom) war ein Jesuit und Historiker.
Alegambe trat zunächst in den Dienst des Herzog von Ossun (Osuna) in Spanien, den er auf seiner Reise als Vizekönig von Sizilien begleitete. Am 7. September 1613 schloss er sich in Palermo einem Jesuitenorden an. Hier studierte er Philosophie, wurde aber dann nach Rom geschickt, um im Collegium Romanum Theologie zu studieren. Nach der Vollendung bestimmte ihn der Jesuitengeneral zum Professor der Philosophie an der Universität Graz, an der er, später auch zum Professor der Theologie ernannt, sich 1629 das Doktorat der Theologie erwarb.
Anschließend trat Alegambe in den Dienst des Fürsten Hans Ulrich von Eggenberg, dessen Sohn er in den nächsten fünf Jahren auf Reisen durch Europa begleitete. Nach Graz zurückgekehrt, lehrte er an der Universität die Moraltheologie, bis er 1638 abermals mit dem Fürsten eine Reise nach Rom unternehmen musste. Rom behielt ihn der General als seinen Sekretär für Deutschland zurück, welche Stelle er vier Jahre lang bekleidete. Ab 1642 war Alegambe, bis zu seinem Tode, geistlicher Vorsteher des Professenhauses in Rom.
Alegambe ergänzte das 1608 von Pedro de Ribadeneira herausgegebene Verzeichnis der jesuitischen Schriftsteller. Die Bibliotheca Scriptorum Societatis Jesu ist die Hauptquelle für alle ähnlichen Schriften dieser Art.

## Weblink
- Alegambe, Philipp: Bibliotheca Scriptorum Societatis Jesu. Meursius, Antwerpen 1643. Online abrufbar über das DFG-Projekt CAMENA – Lateinische Texte der Frühen Neuzeit.

| Personendaten    | Personendaten         |
| ---------------- | --------------------- |
| NAME             | Alegambe, Philipp     |
| KURZBESCHREIBUNG | Jesuit und Historiker |
| GEBURTSDATUM     | 22. Januar 1592       |
| GEBURTSORT       | Brüssel               |
| STERBEDATUM      | 6. September 1652     |
| STERBEORT        | Rom                   |